# Nikiforovo
Nikiforovo (makedonsky: Никифорово) je vesnice v Severní Makedonii. Nachází se v opštině Mavrovo a Rostuša v Položském regionu.

## Geografie
Vesnice se nachází v Mavrovské kotlině, v zátoce u východního břehu Mavrovského jezera. Vesnicí protéká řeka Pretilepska, která ústím do jezera. Vesnice je také zároveň součástí Národního parku Mavrovo a leží v nižší části hory Bistra. Od města Gostivar je Nikiforovo vzdáleno 32 km.

## Historie

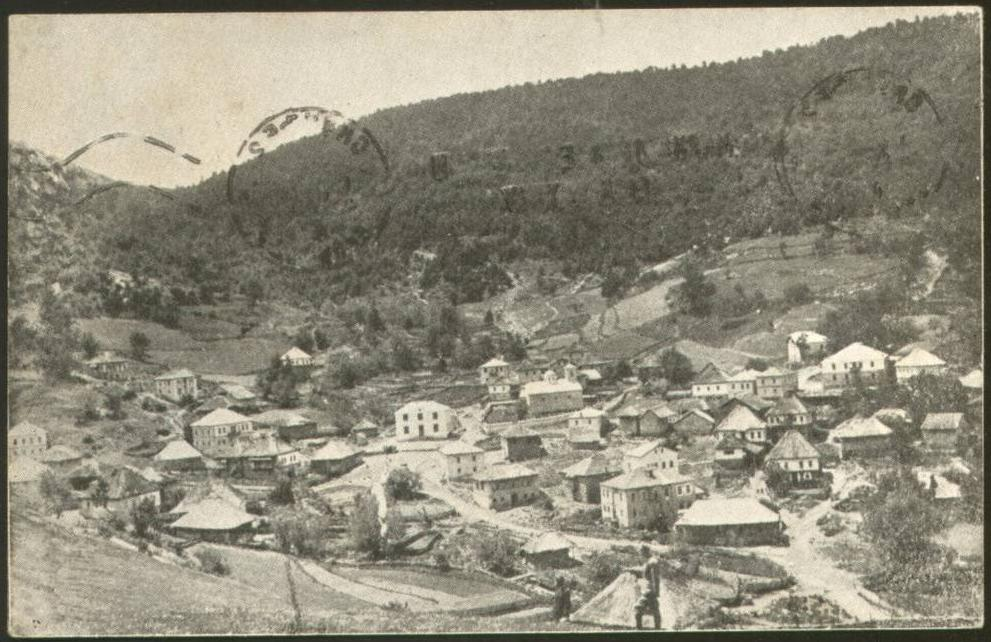
Srbská pohlednice s vesnicí Nikiforovo z 20. let 20. století

Místo okolo vesnice je osídleno zřejmě již od starověku, což dokazují stará naleziště. Archeologický výzkum potvrdil, že kostel v okolí vesnice pochází z 5.-7. století našeho letopočtu. Bohoslužby v tomto kostele byly vykonávány až do roku 1943, kdy byl vypálen německými vojáky. Kromě kostela byla požárem zasažena i velká část vesnice a dnes je toto místo zařazeno do kulturního dědictví Makedonie.
Podle záznamů Vasila Kančova z roku 1900 žilo ve vesnici 450 obyvatel makedonské národnosti a křesťanského vyznání. Vesnice spadala pod správu Osmanské říše.

## Demografie
Podle sčítání lidu z roku 2021 žije ve vesnici 59 obyvatel makedonské národnosti.
| Rok          | 1900 | 1905 | 1948 | 1953 | 1961 | 1971 | 1981 | 1991 | 1994 | 2002 | 2021 |
| ------------ | ---- | ---- | ---- | ---- | ---- | ---- | ---- | ---- | ---- | ---- | ---- |
| Obyvatelstvo | 450  | 464  | 205  | 224  | 145  | 35   | 22   | 11   | 9    | 10   | 59   |

## Galerie

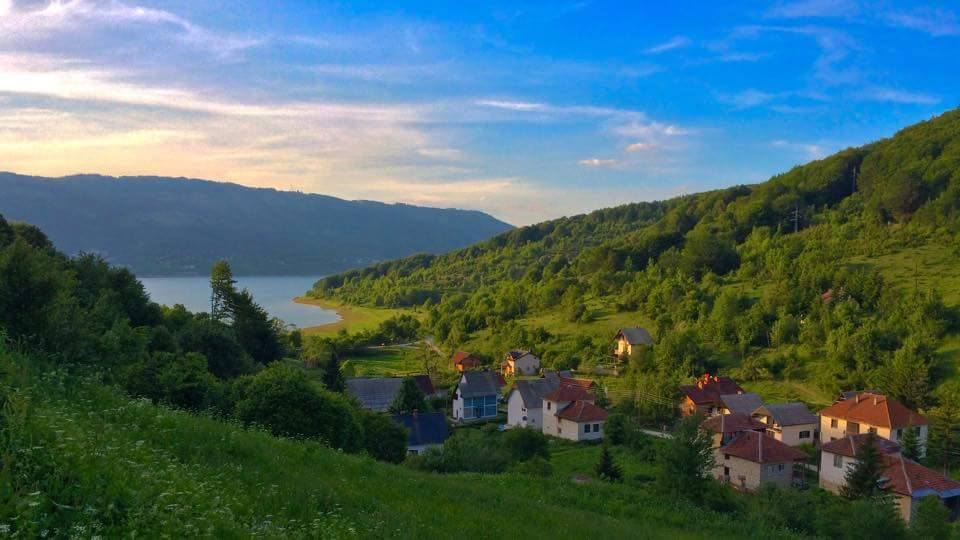
Pohled na vesnici Nikiforovo
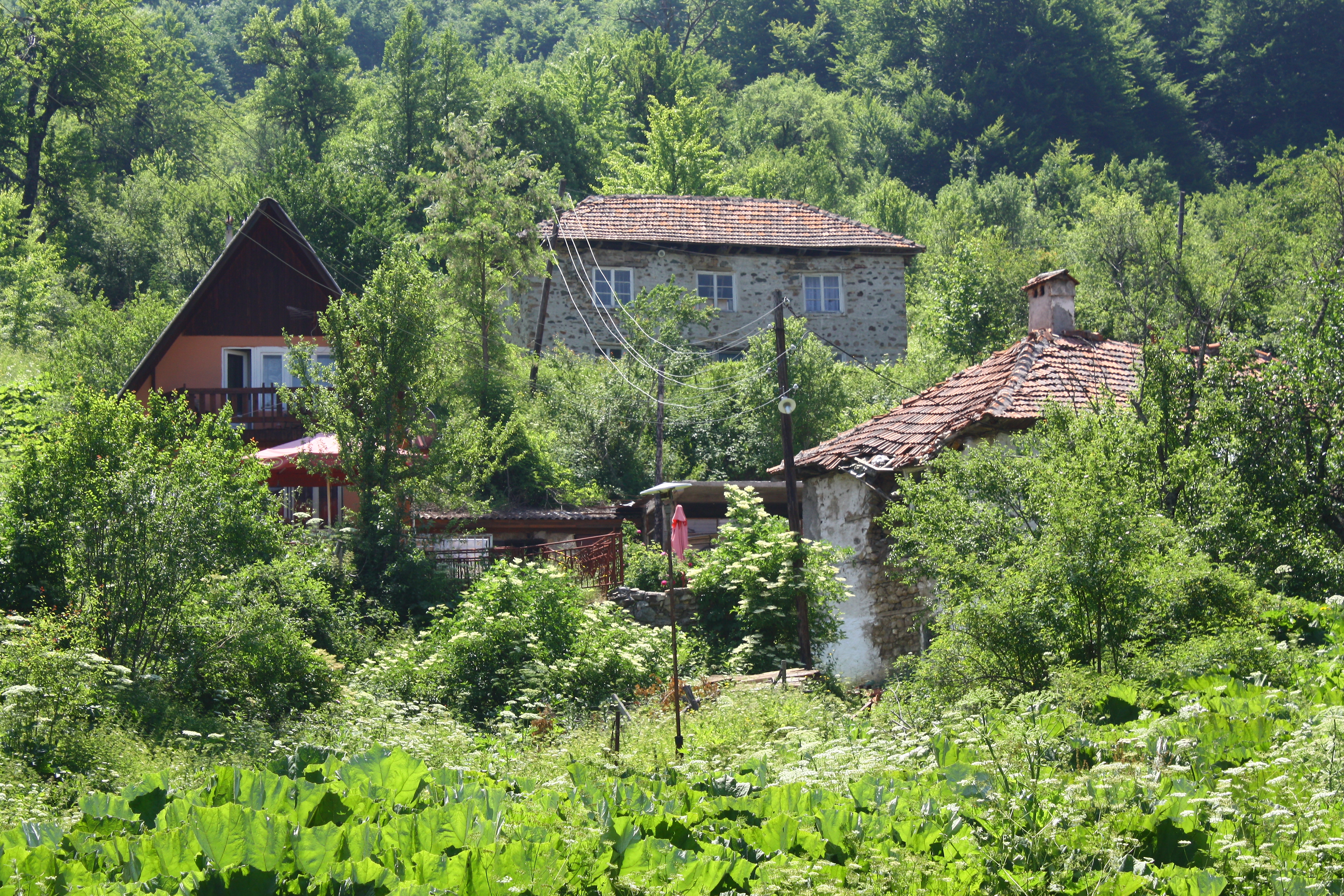
Domy ve vesnici
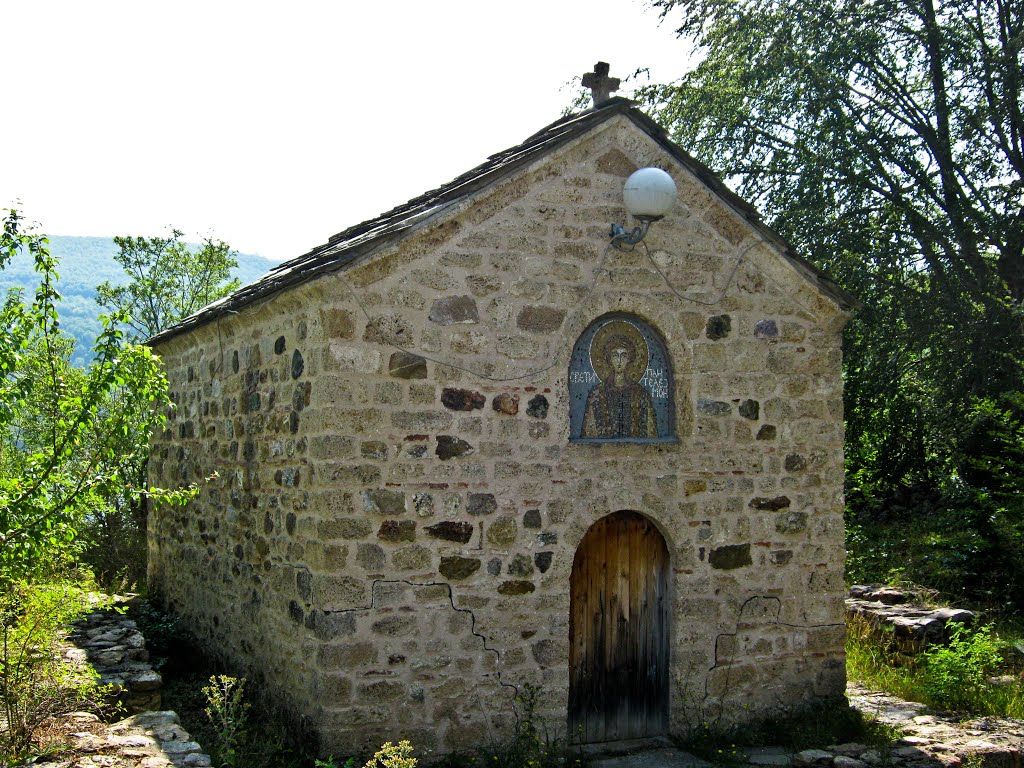
Klášterní kostel sv. Panteleimona
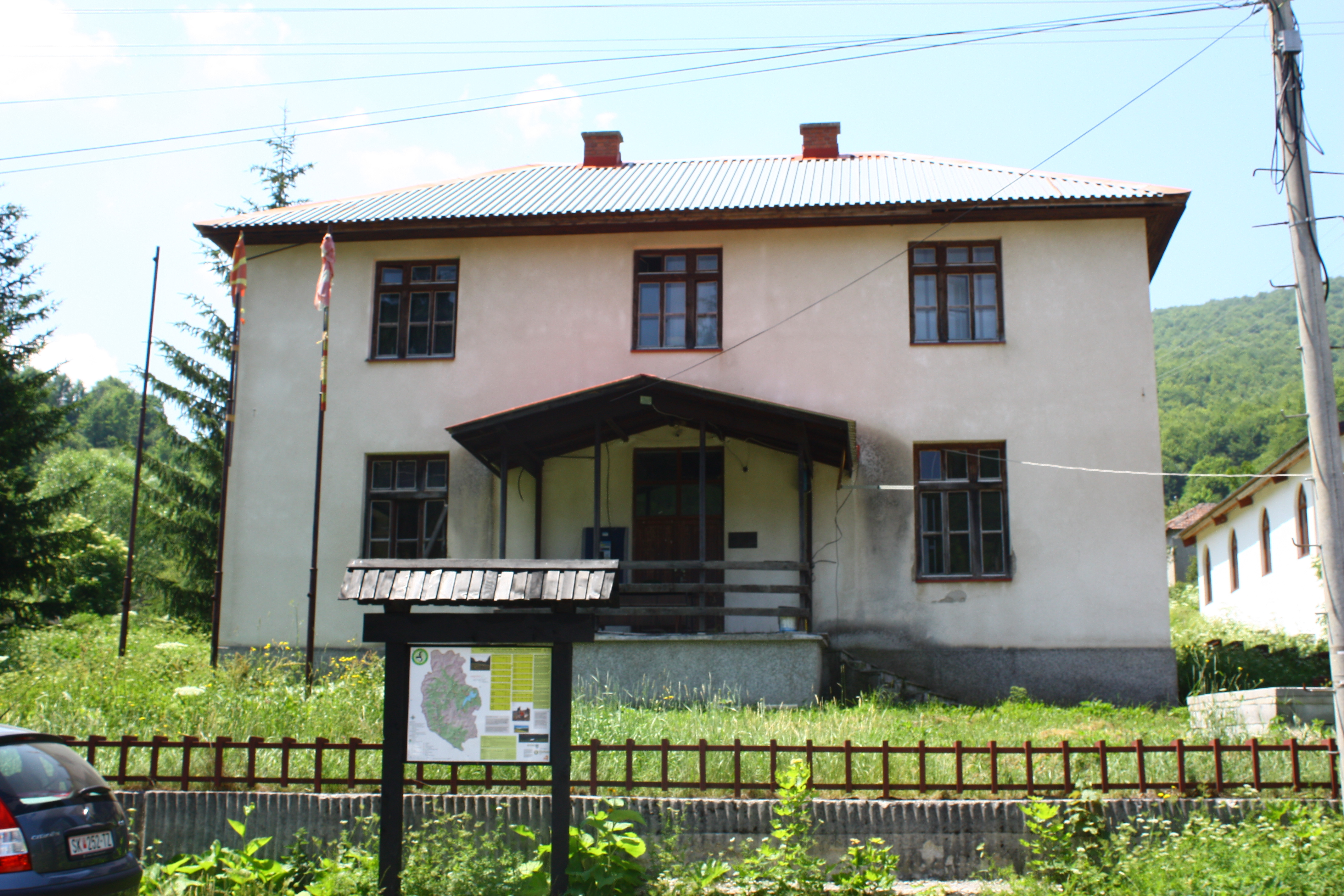
Místní základní škola